# Happerswil-Buch
Happerswil-Buch (toponimo tedesco) è stato un comune svizzero del Canton Turgovia, nel distretto di Weinfelden.

## Storia
Il comune di Happerswil-Buch è stato istituito nel 1812 con la fusione dei comuni soppressi di Buch e Happerswil; nel 1995 è stato aggregato al comune di Birwinken assieme agli altri comuni soppressi di Andwil, Klarsreuti e Mattwil.

## Società

### Evoluzione demografica
L'evoluzione demografica è riportata nella seguente tabella:
Abitanti censiti